# Левицкая, Галина Львовна
Галина Львовна Левицкая (укр. Галина Львівна Левицька, пол. Hala Łewycka; 23 января 1901, Прухник, Королевство Галиции и Лодомерии, Австро-Венгрия, ныне гмина Прухник, Ярославский повят, Подкарпатское воеводство, Польша — 13 июля 1949, Львов) — украинская пианистка и музыкальный педагог.

## Биография
Родилась в семье юриста и политика Льва Левицкого. Мать Галины была пианисткой-любительницей, родственницей музыкантов Станислава Людкевича и Анатоля и Богдана Вахняниных, и давала дочери первые уроки музыки.
Воспитывалась в Украинском девическом институте в Пшемысле, затем с 13-летнего возраста жила в Вене. В 1920 году окончила Венскую консерваторию, ученица Ежи Лалевича, затем совершенствовалась под руководством Пауля Вайнгартена. В 1929—1932 гг совершенствовала своё мастерство на курсах Эгона Петри.
С 1923 года концертировала как пианистка в Польше, Чехословакии, Венгрии. Пропагандировала музыку украинских композиторов — Николая Лысенко, Льва Ревуцкого, Бориса Лятошинского и других. Первая исполнительница фортепианных циклов Василия Барвинского, фортепианной сюиты Николая Колессы (1931), второй фортепианной сюиты Романа Симовича (1937). Выступала также в составе семейного трио с сёстрами Стефанией (скрипка) и Марией (виолончель). По мнению музыковеда Н. Кашкадамовой, масштабное, оркестровое звучание инструмента сближало исполнительскую манеру Левицкой со школой Ферруччо Бузони, а стремление к глубокому раскрытию концептуальной основы произведения вызывало ассоциации с творчеством Артура Шнабеля и Марии Юдиной.
В 1926—1939 гг. преподавала в Высшем музыкальном институте имени Лысенко во Львове, до 1932 г. одновременно возглавляла его филиал в Стрые. Выступала как музыкальный рецензент. В 1938 г. под псевдонимом Оксана Пятигорская (укр. Оксана Пߴятигорська) опубликовала книгу «Николай Лысенко: биография в 15 новеллах» (укр. Микола Лисенко: біографія у 15-ти новелах). Работала также над монографией «Основы современной педализации» (укр. Основи сучасної педалізації), которую не успела завершить (опубликована в 1997 году).
После присоединения Западной Украины к СССР в 1939—1940 гг. директор музыкальной школы при Львовской консерватории, в 1940—1941 гг. и с 1945 г. до конца жизни профессор консерватории. Среди её учеников Олег Криштальский.

## Семья
В 1927 году вышла замуж за поэта и художника Ивана Крушельницкого, в 1928 году родила дочь Ларису. В 1932 году муж Галины Левицкой вместе с родителями, братьями и сёстрами выехал из Польши в Украинскую ССР, где через два года был расстрелян.